# Olszanica (Basses-Carpates)
Pour les articles homonymes, voir Olszanica.
Olszanica est une localité polonaise, siège de la gmina d'Olszanica, située dans le powiat de Lesko en voïvodie des Basses-Carpates.